# Monde imaginaire

Carte de l'ouest de la Terre du Milieu, continent fictif servant de cadre au Seigneur des anneaux de J. R. R. Tolkien.

Un monde imaginaire, aussi appelé univers fictif ou monde secondaire, désigne un ensemble cohérent d’éléments narratifs, spatiaux, historiques et culturels qui donnent l’impression d’un monde autonome, distinct de la réalité, mais doté de sa propre logique interne. Ce type de fiction dépasse la simple toile de fond pour proposer un environnement complet, susceptible d’accueillir une pluralité de récits, de supports et d’appropriations.
Les mondes imaginaires sont omniprésents dans les littératures de l’imaginaire (science-fiction, fantasy, fantastique) mais se développent aussi via d'autres supports, telles que le cinéma, les jeux vidéo, les séries télévisées ou les jeux de rôle. Leur reconnaissance en tant qu'univers repose autant sur des caractéristiques intrinsèques (cohérence, amplitude, encyclopédisme) que sur des dynamiques extrinsèques (transmédialité, réception communautaire, usages ludiques ou participatifs).
Le processus d'élaboration d'un monde imaginaire est appelé worldbuilding.

## Définition
Il n’existe pas de définition consensuelle de ce qu'est un monde imaginaire,,. L’une des premières réflexions théoriques sur le sujet est formulée par J. R. R. Tolkien dans son essai Du conte de fées (1939), où il introduit la notion de « monde secondaire ». Il s’agit d’un cadre fictif mais autosuffisant, construit avec une rigueur interne telle que le lecteur peut y croire tant qu’il y demeure. Pour Tolkien, cela passe notamment par l’élaboration d’une langue, d’une mythologie, d’une histoire et d’un cadre physique cohérent. Dans cette perspective, l’auteur agit comme un démiurge mineur, c’est-à-dire un créateur de monde capable d’en établir les fondements. Ce souci de cohérence et de vraisemblance interne constitue dès lors un critère fondamental : un simple décor, si suffisamment structuré et crédible, peut devenir un monde autonome capable d’accueillir une pluralité de récits (venant parfois d'auteurs différents).
Plusieurs théoriciens, tels que Thomas Pavel, Umberto Eco, Lubomír Doležel (en) et Marie-Laure Ryan, ont exploré l’ontologie des mondes imaginaires en mobilisant la théorie des mondes possibles et la logique modale. Ces approches s’accordent à considérer ces univers comme des entités autonomes, régies par leurs propres lois et structures de vérité,. Pavel défend une position intégrationniste, selon laquelle les mondes imaginaires possèdent une existence propre et une cohérence interne indépendantes du réel,. Ryan distingue le monde textuel du monde mental du lecteur, et propose des critères formels de cohérence physique et sociale pour évaluer la solidité d’un monde imaginaire. Elle introduit également la notion de « distance ontologique », qui mesure l’écart entre le monde imaginaire et le monde réel. Doležel, quant à lui, définit l’univers narratif comme un « hétérocosme », un autre-monde partiellement spécifié, où seules certaines entités et lois sont posées explicitement, le reste relevant d’une incomplétude contrôlée. Enfin, Eco met en avant le rôle actif du lecteur face à cette incomplétude : il ne se contente pas de recevoir un monde tout fait, mais le reconstruit en interprétant les propositions du texte à travers sa propre compétence encyclopédique, c’est-à-dire l’ensemble de ses savoirs culturels, linguistiques et logiques.
Avec la multiplication des supports narratifs et l’essor des communautés de fans, la notion de monde imaginaire s’est progressivement affranchie de son ancrage dans un seul texte, un seul auteur ou un seul média. Henry Jenkins parle à ce titre de transmédialité, où un univers narratif se déploie sur plusieurs plateformes (romans, films, jeux, séries, forums), chaque support apportant une pièce unique à l’ensemble. Dans ce contexte, le monde imaginaire devient une structure dynamique, co-construite par les auteurs, les producteurs et les publics, et susceptible d’évoluer en dehors de tout récit centralisé. La cohérence, jadis garantie par l’auteur unique, est désormais assurée par une intelligence collective mobilisant mémoire partagée, encyclopédie participative et normes implicites de continuité.

## Historique et évolution

### De la fiction géographique aux mondes organisés
L’un des premiers exemples de monde volontairement fictif est celui de Lucien de Samosate, avec ses Histoires vraies au IIe siècle. Lucien y raconte un voyage au-delà de la Terre, jusque sur la Lune et dans le ventre d’une baleine géante. Ce texte, souvent considéré comme une proto-science-fiction, est aussi un pastiche des récits de voyage de son époque. Lucien avertit son lecteur qu’il s’agit d’un mensonge assumé, inaugurant ainsi une tradition dans laquelle l’auteur crée un univers délibérément détaché du réel.

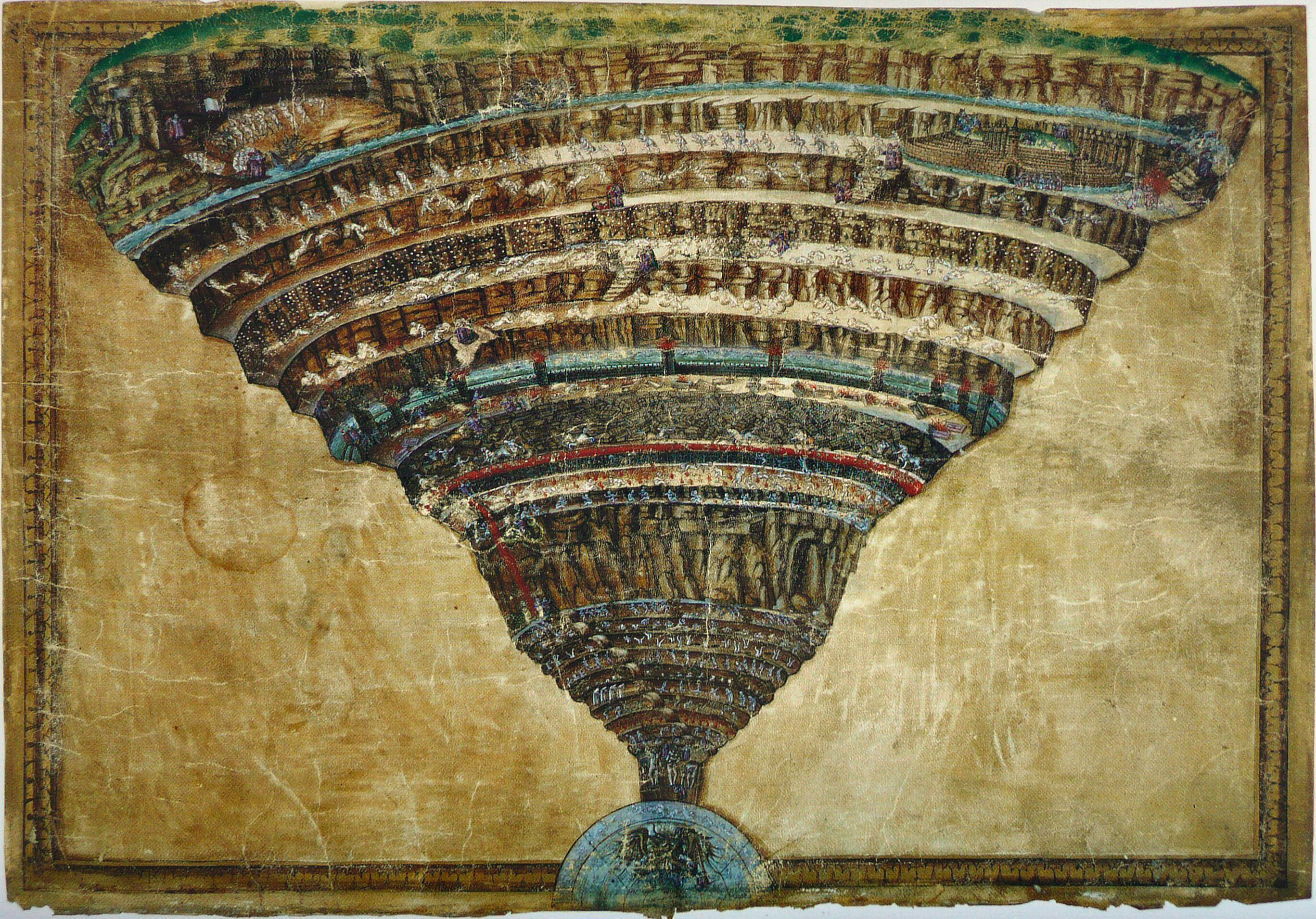
Illustration de la structure de l'Enfer par Sandro Botticelli

Durant le Moyen Âge, alors que la géographie terrestre reste en grande partie inconnue, la fiction exploite les marges du monde pour imaginer des contrées lointaines, peuplées de merveilles et de monstres. Ces territoires, comme ceux évoqués dans Voyage d'outre mer  attribué à Jean de Mandeville, sont moins pensés comme des mondes autonomes que comme des prolongements fabuleux du monde réel. Un jalon important dans le développement de mondes imaginaires est la Divine Comédie de Dante Alighieri, publiée au début du XIVe siècle. En s'inscrivant dans la cosmologie chrétienne, Dante imagine un univers structuré, divisé en strates (Enfer, Purgatoire, Paradis), avec ses propres lois, sa topographie précise et un bestiaire hiérarchisé. Le voyage initiatique de Dante, guidé par Virgile, prend la forme d’un périple dans un autre monde aux dimensions morales et métaphysiques,.

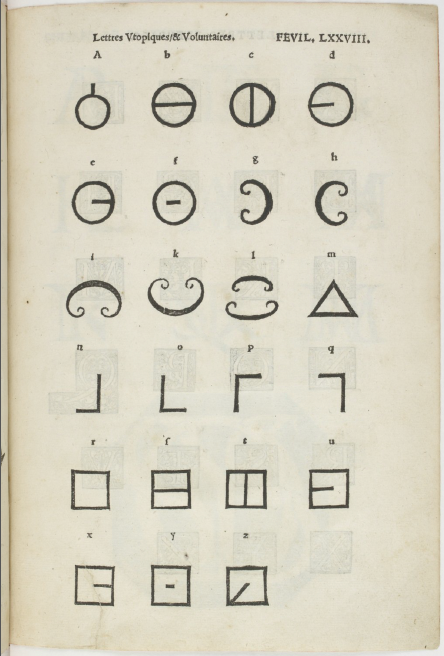
Page d'un traité de typographie de Geoffroy Tory, où sont dessinées les « Lettres Utopiques & Voluntaires » en hommage à Thomas More.

À la Renaissance, les premiers véritables mondes imaginaires apparaissent avec l’Utopie de Thomas More (1516). More invente une île imaginaire, dont il décrit les institutions politiques, sociales et religieuses avec minutie. Profitant des progrès de l'imprimerie, l'édition princeps présente un paratexte riche : carte d'Utopia, alphabet utopien et un poème en langue vernaculaire. L'oeuvre est présentée dans le style des récits de voyage, la question de la véracité du lieu devenant alors un jeu pour les penseurs humanistes, dont des correspondances sont incluses dans la préface. Ce texte inaugure une tradition de la littérature philosophique, l'utopie, où les mondes imaginaires deviennent un outil de réflexion critique sur le réel.
Au XIXe siècle, les progrès scientifiques, la cartographie globale et la révolution industrielle ferment progressivement les « blancs » sur la carte du monde. Les mondes imaginaires doivent désormais être situés ailleurs : dans le passé, dans le futur, ou dans des univers parallèles. H.G. Wells imagine des futurs dystopiques, des civilisations extraterrestres ou des mondes altérés par la technologie. Dans le genre naissant de la science-fiction, les sciences deviennent un outil d’élargissement du champ fictionnel, qui permet de concevoir des univers aux lois propre et d'accroître leur vraisemblance. Parallèlement, Honoré de Balzac forge avec La Comédie humaine un univers social cohérent à travers près d’une centaine de récits imbriqués. Les personnages et les intrigues s'y croisent d’un volume à l’autre, créant l’illusion d’un monde unique et étendu sans pour autant quitter la France contemporaine.